# NGC 5045
NGC 5045 في الفهرس العام الجديد، هو عنقود نجمي، يقع في كوكبة قنطورس. اكتشف في 16 يونيو 1835 . بواسطة جون هيرشل .

## روابط خارجية
- NGC 5045 على موقع ويكي سكاي: DSS2, SDSS, GALEX, IRAS, Hydrogen α, X-Ray, Astrophoto, Sky Map, Articles and images